# Condado de Columbia (Wisconsin)
O Condado de Columbia é um dos 72 condados do estado estadunidense de Wisconsin. A sede do condado e sua maior cidade é  Portage. O condado possui uma área de 765,55 milha quadradas (1 982,8 km2) de terra, uma população de 58 490 habitantes, e uma densidade populacional de 76.4 hab/milha² (29.5 km²) segundo o Censo dos Estados Unidos de 2020. O condado foi fundado em 1854.